# Chomo Lonzo
Il Chomo-Lonzo (scritto anche Chomolonzo, Chomolönzo, Chomo Lönzo, Jomolönzo, o Lhamalangcho) è una montagna del Tibet posta 5 km a Nord-Est del Makalu nella catena del Mahalungur (Mohalingor) o Khumbu Himalaya.

## Descrizione
Il Chomo-Lonzo ha tre distinti vertici: quello Meridionale che è il picco principale (stimato tra i 7.790 e i 7.818 metri), il picco Centrale tra i 7.540 e i 7.565 metri, e il picco Nord intorno ai 7.200 metri.
Se dal Nepal la montagna è sopraffatto dal vicino Makalu, la quinta vetta più alta del mondo, le tre cime sono molto impressionanti se viste della valle Kangshung in Tibet. Chomo-Lonzo è traducivile in "dea degli uccelli" e da oriente la montagna infatti richiama alla mente un'aquila con ali spiegate.
Gli alpinisti francesi Jean Couzy e Lionel Terray raggiunsero la vetta principale nel 1954 tramite la cresta che separa Chomo Lonzo da Makalu. La seconda salita avvenne solo nel 1993 ad opera di una spedizione giapponese. Un terzo e ultimo tentativo di ascesa del picco principale avvenne nel 1994.
I picchi Centrale e Nord vennero scalati solo nel 2005.

## Videogioco
Nel 2009 la "Deep Silver" ha pubblicato un videogioco in cui il protagonista (Eric Simmons) tenta di scalare la suddetta cima.